# Левицький (Софронів) Василь Софронович
Васи́ль Софро́нів-Леви́цький (псевдонім: Вадим Інший; 14 грудня 1899, с. Стриганці, Стрийський повіт, Королівство Галичини і Володимирії, Австро-Угорська імперія, нині Стрийський район, Львівська область — 1 листопада 1975, м.Торонто, провінція Онтаріо, Канада) — український письменник, перекладач, режисер-сценарист, журналіст, сатирик-богеміст, редактор.
Справжнє прізвище — Левицький. Псевдоніми — Василь Софронів, Софронів-Левицький.
Член Об'єднання українських письменників «Слово».

## Біографія
Син Софрона і Євгенії (до шлюбу Шухевич) Левицьких.
Учнем 8 класу гімназії вступив до лав січових стрільців (1917). У 1918 році склав матуру, навчався на філософському факультеті Львівського таємного університету (1921—1923). У 1924 році продовжив навчання у Карловому університеті у Празі, який закінчив у 1925 році.
Друкуватися почав з 1921 року у журналах «Митуса», «Назустріч», «Літературно-науковому віснику»; з 1926 року працював у видавничому концерні Івана Тиктора, з 1932 року — головним редактором «Господарсько-кооперативного часопису» (1927—1943) та «Літопису «Червоної калини» (1929—1939) у Львові.
У 1942—1943 роках був літературним керівником театру «Веселий Львів». У 1949 році емігрував з родиною до Канади, заробляв фізичною працею.
Від 1950 року у Канаді; співредактор газет «Вільне слово» (1954—1960) та «Новий шлях» (1960—1972). Автор оригінальних афоризмів, які друкувалися в гумористичному журналі «Лис Микита» під псевдонімом Вадим Інший. Голова Спілки українських журналістів Канади (1967—1969). Перекладав з німецької, зокрема Густава Майрінка (роман «Ґолем») та Петера Альтенберґа.
Збірку вибраних творів видано у 1972 році.
Помер 1 листопада 1975 року.

## Творчість
Автор збірок «Під сміх війни» (1921); «Бо війна війною» (1922); «Липнева отрута» (1934); книжки «Кланялися вам три України» (1970); одноактівок «Парка в парку», «Романтична ватра», «Євшанзілля»; творів для дітей «Свято весни», «Печери», «Бабусин кожушок»; перекладів «Серце людини», «Чародійна шкіра» та інші.
Автор 14-и томів белетристики, п'єс та есе. У 1930-х роках з'явилася найкраща його збірка оповідань «Липнева отрута». Перекладач французьких і німецьких класиків на українську мову, зокрема Оноре де Бальзака, Проспера Меріме, Гі де Мопассана, Густава Майрінка.
Окремі видання:
- Левицький В. Софронів. Під веселим оборогом. П'єси для театрів малих форм. — Торонто,1974. — 207 с.
- Софронів В. Бо війна війною. Збірка нарисів. — Львів — Київ, 1922. — 40 с.
- Софронів В. Гірськими плаями. Оповідання. — Авґсбург, 1947. — 7 с.
- Софронів В. Тітка з провінції. Сценічні жарти. — На правах рукопису. — 48 с.
- Софронів-Левицький В. Ідіоми української мови. — Вінніпег: УВАН, 1963. — 64 с.
- Софронів-Левицький В. Кланялися вам три України: Репортаж про туристичний маратон по українських поселеннях у Югославії, Чехословаччині і Польщі. -Вінніпег — Торонто: Новий шлях, 1970. — 175 с.
- Софронів-Левицький В. Липнева отрута. Вибране. — Торонто — Вінніпег: Новий шлях, 1972. −236 с.
- Софронів-Левицький В. Під веселим оберегом. П'єси для театрів малих форм. — Торонто: Театральна бібліотека, 1974. — 208 с.
- Софронів В. Свято весни: Сценічний образок. — Львів: Світ дитини, 1926. — 46 с.
- Софронів-Левицький В. Юний скоморох. П'єси для дітей і молоді. — Торонто, 1972. — 303 с.